# 瞿佳
瞿佳（1955年—），浙江温州人，汉族，中华人民共和国医学界人物、第十二届全国人民代表大会浙江地区代表。
毕业于温州医学院眼科专业，加入中国共产党。2002-2015年间任温州医科大学校长，兼任附属眼视光医院院长，国家眼视光工程技术研究中心主任，卫生部视光学研究中心主任，中华眼科学会副主任委员、眼视光学组组长，中国医师协会眼科医师分会副会长,《中华眼视光学与视觉科学杂志》主编。2013年，被选为全国人大代表。